# Didimus parastictus
Didimus parastictus là một loài bọ cánh cứng trong họ Passalidae. Loài này được Imhoff miêu tả khoa học năm 1843.